# Рифлінг
Рифлінг (англ. riffling) — в аналітичній хімії — розділення двох вільноплинних сипких зразків на дві (звичайно рівні) частини за допомогою спеціального механічного пристрою, де використовуються відвідні спуски.
Подібна операція застосовується при скороченні сипкої проби корисної копалини.